# Boris Novotný
Boris Novotný (* 23. července 1976 Rimavská Sobota) je bývalý slovenský zápasník – judista.

## Sportovní kariéra
S judem začínal v Rimavské Sobotě v klubu TJ Mladosť při Domu dětí a mládeže pod vedením Juraje Svoreňa. Od roku 1995 se připravoval v Bratislavě v univerzitním týmu STU. V širším výběru slovenské mužské reprezentace byl v polostřední váze od roku 1997.
V závěru roku 1998 přešel z STU do armádního vrcholového sportovního střediska Dukly v Banské Bystrici k mladému trenérovi Michalu Donnerovi. Jeho první velkou akcí v reprezentaci bylo domácí mistrovství Evropy v Bratislavě v roce 1999. Po sezoně 2001 mu v Dukle kvůli slabým výsledkům neprodloužili smlouvu.
V roce 2002 odjel do Švédska za přítelkyní Barborou Miezgovou hrající házenou za špičkový švédský klub Skuru IK. Ve Stockholmu se připravoval s policejním týmem SPIF. V roce 2004 se vrátil do širšího výběru slovenské reprezentace k Rastislavu Mezovskému. V roce 2005 dosáhl životního úspěchu na květnovém mistrovství Evropy v Rotterdamu, kde prohrál až ve finále a obsadil nečekané druhé místo. Na tento úspěch již nenavázal. V roce 2007 se výsledkově trápil a v roce 2008 ukončil sportovní kariéru.
Ve Stockholmu se věnuje trenérské práci. K jeho nejznámějším svěřencům patřil v tréninkovém středisku SPIF Marcus Nyman.

### Výsledky
| Turnaj             | 1998                   | 1999                   | 2000                   | 2001                   | 2002                   | 2003                   | 2004                   | 2005                   | 2006                   | 2007                   |
| Turnaj             | 22                     | 23                     | 24                     | 25                     | 26                     | 27                     | 28                     | 29                     | 30                     | 31                     |
| Turnaj             | −81 (polostřední váha) | −81 (polostřední váha) | −81 (polostřední váha) | −81 (polostřední váha) | −81 (polostřední váha) | −81 (polostřední váha) | −81 (polostřední váha) | −81 (polostřední váha) | −81 (polostřední váha) | −81 (polostřední váha) |
| ------------------ | ---------------------- | ---------------------- | ---------------------- | ---------------------- | ---------------------- | ---------------------- | ---------------------- | ---------------------- | ---------------------- | ---------------------- |
| Olympijské hry     |                        |                        | —                      |                        |                        |                        | —                      |                        |                        |                        |
| Mistrovství světa  |                        | —                      |                        | úč.                    |                        | —                      |                        | úč.                    |                        | úč.                    |
| Mistrovství Evropy | —                      | úč.                    | úč.                    | úč.                    | —                      | —                      | úč.                    | 2.                     | úč.                    | úč.                    |
| Akademické MS      | úč.                    |                        | —                      |                        | —                      |                        | —                      |                        |                        |                        |

### Olympijské hry a mistrovství světa
| Olympijské hry a mistrovství světa | Olympijské hry a mistrovství světa | Olympijské hry a mistrovství světa | Olympijské hry a mistrovství světa | Olympijské hry a mistrovství světa | Olympijské hry a mistrovství světa | Olympijské hry a mistrovství světa | Olympijské hry a mistrovství světa |
| Kolo                               | Výsledek                           | Bilance                            | Soupeř                             | Výsledek                           | Datum                              | Turnaj                             | Místo                              |
| 2007 Mistrovství světa do 81 kg    | 2007 Mistrovství světa do 81 kg    | 2007 Mistrovství světa do 81 kg    | 2007 Mistrovství světa do 81 kg    | 2007 Mistrovství světa do 81 kg    | 2007 Mistrovství světa do 81 kg    | 2007 Mistrovství světa do 81 kg    | 2007 Mistrovství světa do 81 kg    |
| ---------------------------------- | ---------------------------------- | ---------------------------------- | ---------------------------------- | ---------------------------------- | ---------------------------------- | ---------------------------------- | ---------------------------------- |
| 1/64                               | prohra                             | 1-3                                | Safvan Attaf (MAR)                 | 5:00 / 0001 / 01101                | 14. září 2007                      | Mistrovství světa                  | Rio de Janeiro, Brazílie           |
| 2005 Mistrovství světa do 81 kg    |                                    |                                    |                                    |                                    |                                    |                                    |                                    |
| 1/32                               | prohra                             | 1-2                                | Sándor Nagysolymosi (HUN)          | 4:05 / 0000 / 0200                 | 9. září 2005                       | Mistrovství světa                  | Káhira, Egypt                      |
| 1/64                               | vítězství                          | 1-1                                | Diogo Lima (POR)                   | 5:00 / 01102 / 00102               | 9. září 2005                       | Mistrovství světa                  | Káhira, Egypt                      |
| 2001 Mistrovství světa do 81 kg    |                                    |                                    |                                    |                                    |                                    |                                    |                                    |
| 1/64                               | prohra                             | 0-1                                | Arutjun Garibjan (ARM)             | 5:00/ 0000 / 0020                  | 29. července 2001                  | Mistrovství světa                  | Mnichov, Německo                   |

### Mistrovství Evropy
| Mistrovství Evropy                  | Mistrovství Evropy               | Mistrovství Evropy               | Mistrovství Evropy               | Mistrovství Evropy               | Mistrovství Evropy               | Mistrovství Evropy               | Mistrovství Evropy               |
| Kolo                                | Výsledek                         | Bilance                          | Soupeř                           | Výsledek                         | Datum                            | Turnaj                           | Místo                            |
| 2007 Mistrovství Evropy do 81 kg    | 2007 Mistrovství Evropy do 81 kg | 2007 Mistrovství Evropy do 81 kg | 2007 Mistrovství Evropy do 81 kg | 2007 Mistrovství Evropy do 81 kg | 2007 Mistrovství Evropy do 81 kg | 2007 Mistrovství Evropy do 81 kg | 2007 Mistrovství Evropy do 81 kg |
| ----------------------------------- | -------------------------------- | -------------------------------- | -------------------------------- | -------------------------------- | -------------------------------- | -------------------------------- | -------------------------------- |
| opravy                              | prohra                           | 5-9                              | Avisar Šejnman (ISR)             | 0001 / 0100                      | 7. dubna 2007                    | Mistrovství Evropy               | Bělehrad, Srbsko                 |
| 1/32                                | prohra                           | 5-8                              | Sergej Šundikov (BLR)            | 0000 / 1021                      | 7. dubna 2007                    | Mistrovství Evropy               | Bělehrad, Srbsko                 |
| 2006 Mistrovství Evropy do 81 kg    |                                  |                                  |                                  |                                  |                                  |                                  |                                  |
| 1/32                                | prohra                           | 5-7                              | Guillaume Elmont (NED)           | 00001 / 1001                     | 27. května 2006                  | Mistrovství Evropy               | Tampere, Finsko                  |
| 2005 Mistrovství Evropy do 81 kg    |                                  |                                  |                                  |                                  |                                  |                                  |                                  |
| finále                              | prohra                           | 5-6                              | Ole Bischof (GER)                | 0000 / 1000                      | 21. května 2005                  | Mistrovství Evropy               | Rotterdam, Nizozemsko            |
| semifinále                          | vítězství                        | 5-5                              | Euan Burton (GBR)                | 00101 / 0001                     | 21. května 2005                  | Mistrovství Evropy               | Rotterdam, Nizozemsko            |
| čtvrtfinále                         | vítězství                        | 4-5                              | Kiriakos Josifidis (GRE)         | 0220 / 00002                     | 21. května 2005                  | Mistrovství Evropy               | Rotterdam, Nizozemsko            |
| 1/16                                | vítězství                        | 3-5                              | Ilia Čimčiuri (UKR)              | 1001 / 0000                      | 21. května 2005                  | Mistrovství Evropy               | Rotterdam, Nizozemsko            |
| 2004 Mistrovství Evropy do 81 kg    |                                  |                                  |                                  |                                  |                                  |                                  |                                  |
| 1/32                                | prohra                           | 2-5                              | Mehman Azizov (AZE)              | 2:45 / 00012 / 10101             | 15. května 2004                  | Mistrovství Evropy               | Bukurešť, Rumunsko               |
| 2003 Mistrovství Evropy nestartoval |                                  |                                  |                                  |                                  |                                  |                                  |                                  |
| 2002 Mistrovství Evropy nestartoval |                                  |                                  |                                  |                                  |                                  |                                  |                                  |
| 2001 Mistrovství Evropy do 81 kg    |                                  |                                  |                                  |                                  |                                  |                                  |                                  |
| opravy                              | prohra                           | 2-4                              | Luke Preston (GBR)               | 00011 / 10011                    | 19. května 2001                  | Mistrovství Evropy               | Paříž, Francie                   |
| 1/16                                | prohra                           | 2-3                              | Alexej Budolin (EST)             | 0000 / 1100                      | 19. května 2001                  | Mistrovství Evropy               | Paříž, Francie                   |
| 1/32                                | vítězství                        | 2-2                              | Ramūnas Žemaitaitis (LTU)        | 1020 / 00002                     | 19. května 2001                  | Mistrovství Evropy               | Paříž, Francie                   |
| 2000 Mistrovství Evropy do 81 kg    |                                  |                                  |                                  |                                  |                                  |                                  |                                  |
| 1/32                                | prohra                           | 1-2                              | Cosmin Bocsa (ROU)               | 00101 / 1001 / oug*              | 18. května 2000                  | Mistrovství Evropy               | Vratislav, Polsko                |
| 1999 Mistrovství Evropy do 81 kg    |                                  |                                  |                                  |                                  |                                  |                                  |                                  |
| 1/16                                | prohra                           | 1-1                              | István Kanczler (HUN)            | 0001 / 0111                      | 20. května 1999                  | Mistrovství Evropy               | Bratislava, Slovensko            |
| 1/32                                | vítězství                        | 1-0                              | Matti Lattu (FIN)                | 1010 / 0002                      | 20. května 1999                  | Mistrovství Evropy               | Bratislava, Slovensko            |